# Uromyces ehrhartae-giganteae
Uromyces ehrhartae-giganteae ist eine Ständerpilzart aus der Ordnung der Rostpilze (Pucciniales). Der Pilz ist ein Endoparasit des Süßgrases Ehrharta gigantea. Symptome des Befalls durch die Art sind Rostflecken und Pusteln auf den Blattoberflächen der Wirtspflanzen. Sie ist ein Endemit Südafrikas.

## Merkmale

### Makroskopische Merkmale
Uromyces ehrhartae-giganteae ist mit bloßem Auge nur anhand der auf der Oberfläche des Wirtes hervortretenden Sporenlager zu erkennen. Sie wachsen in Nestern, die als gelbliche bis braune Flecken und Pusteln auf den Blattoberflächen erscheinen.

### Mikroskopische Merkmale
Das Myzel von Uromyces ehrhartae-giganteae wächst wie bei allen Uromyces-Arten interzellulär und bildet Saugfäden, die in das Speichergewebe des Wirtes wachsen. Die Spermogonien und Aecien der Art sind nicht bekannt, gleiches gilt für die Uredien des Pilzes. Die überwiegend auf Stängeln wachsenden Telien der Art sind schokoladenbraun, kissenförmig und lose filzig. Die gold- bis kastanienbraunen Teliosporen sind einzellig, in der Regel eiförmig bis langellipsoid und 26–36 × 19–24 µm groß. Ihre Stiele sind farblos und bis zu 160 µm lang.

## Verbreitung
Das bekannte Verbreitungsgebiet von Uromyces ehrhartae-giganteae umfasst lediglich Südafrika.

## Ökologie
Die Wirtspflanze von Uromyces ehrhartae-giganteae ist Erharta gigantea. Der Pilz ernährt sich von den im Speichergewebe der Pflanzen vorhandenen Nährstoffen, seine Sporenlager brechen später durch die Blattoberfläche und setzen Sporen frei. Die Art durchläuft einen Entwicklungszyklus, von dem bisher nur Telien sowie deren Wirt bekannt sind; Uredien, Spermogonien und Aecien konnten ihr nicht zugewiesen werden.